# 2010年3月澳门

## 3月31日
- 非凡航空事件：
  - 民航局正式啟動取消非凡航空航機在本澳登記的程序。澳門電台（页面存档备份，存于）
  - 經濟財政司司長譚伯源表示會依法 討回非凡七月到期的四千萬元貸款。華僑報（页面存档备份，存于）
  - 行政總裁麥當奴表示，正爭取恢航。華僑報（页面存档备份，存于）
  - 截至當日傍晚六時，旅遊危機處理辦公室共接獲981宗相關查詢或求助個案，協助了427名外地乘客安排回航機位，並安排了317名滯留外地的澳門居民返澳。另外，澳門消委會亦接獲419宗求助及查詢個案。澳門電台（页面存档备份，存于）
- 新聞局局長陳致平表示現正籌備修訂《出版法》和《廣播法》，經公開諮詢後開展文本起草工作，不設時間表。澳門電台（页面存档备份，存于）
- 運輸工務司司長劉仕堯表示，離島醫院的政府選址適合，又表示對於一百多宗積存閒置土地當中的二十多宗嚴重個案，將以收回或提高罰金處理。澳門電台（页面存档备份，存于）

## 3月30日
- 非凡航空事件：
  - 特區政府當日再安排了一百三十四名滯留外地的澳門居民返澳，協助一百五十九名外地乘客安排回航機位。華僑報（页面存档备份，存于）
  - 澳門航空公司表示，非凡未有提供財務報表，分專營費用僅繳交一小部份。華僑報（页面存档备份，存于）
- 文化局局長吳衛鳴回應昨日議員區錦新的提問時表示，黑沙玉器作坊在非迫切及搶救需要前提下，不宜進行大規模考古發掘。華僑報

## 3月29日
- 非凡航空事件：
  - 非凡航空行政總裁麥當奴對在沒有事先溝通並突然單方面被中止航空營運權（ＡＯＣ），深感愕然及遺憾。華僑報
  - 特區政府截自當日傍晚安排了一百二十七名滯留外地的澳門居民返澳，協助二百三十一名外地乘客安排回航機位。華僑報（页面存档备份，存于）
- 澳博公佈去年業績，其中博彩收益增幅為平均值兩倍，市佔率達29.4%。華僑報
- 社會文化司張裕承認，新中央圖書館設計比賽具合法性，但需確保比賽合法、公正、公平及獲社會認受。澳門日報

## 3月28日
- 政府下令澳門航空撤銷非凡航空的分專營合約。華僑報
- 新青協的調查指出，澳門居民對陽光政府有期望，但擔憂欠缺執行力。華僑報

## 3月27日
- 澳門科技大學慶祝成立十周年，向余秋雨等十五人頒發榮譽博士學位。儀式上又取得「澳科大星」的證書。華僑報（页面存档备份，存于）
- 特區政府就非凡航空事件啟動旅遊危機應急機制，並呼籲乘客必評估購票風險。華僑報
- 澳門當日參加了地球一小時。華僑報（页面存档备份，存于）

## 3月26日
- 非凡航空由於未能繳清燃油費用，兩班分別前往東京和雅加達的航班延誤，約三百名旅客受到影響。華僑報（页面存档备份，存于）
- 去年人均本地生產總值為38,968美元，全年經濟增長1.3%。華僑報（页面存档备份，存于）
- 特區政府捐出六千萬澳門元，援助西南旱災。華僑報（页面存档备份，存于）

## 3月25日
- 文化局決定重新舉辦新中央圖書館設計比賽。澳門電台（页面存档备份，存于）
- 保安司司長張國華在施政報告辯論中指全日通關需更高層次探討。澳門電台（页面存档备份，存于）

## 3月24日
- 銀河娛樂開始對上星期求職的建築工人舉行一連五天的面試。首天有四百人參加。華僑報
- 《澳門婦女現況報告2008》發表，指澳門婦女具家庭觀念重、身心健康、公民意識良好，但社會參與度有待提高等特點。華僑報
- 中聯辦召開兩會精神傳達學習會，三百多人出席。華僑報
  - 行政長官崔世安表示，國家十分關心澳門健康發展。華僑報
  - 政協副主席何厚鏵在會上提出了「不要干擾」、「不要添亂」、「不要內耗」的原則，支持特區政府。華僑報

## 3月23日
- 有網民涉嫌恐嚇炸死行政長官、炸毀政府機構等被司警拘捕。華僑報（页面存档备份，存于）
- 兩名內地男子涉嫌誘拐兩名少女都澳賣淫被捕，其中一名少女的初夜以1.7萬元售出。新報[]

## 3月22日
- 近百名市民遊行到立法會大樓，抗議銀河娛樂招聘會涉嫌假招工。澳門電台（页面存档备份，存于）
- 澳廣視舉行股東大會，宣佈去年營業淨結餘1,770萬元，營運收益約5,200萬。澳門電台（页面存档备份，存于）
- 是日各區空氣質量指數介乎198-228，是系統1999年設立以來最差的一天。澳門電台（页面存档备份，存于）

## 3月21日
- 街總對今年施政報告進行的民意測驗顯示，只有27%市民表示滿意/十分滿意，42.6%表示一般。澳門日報
- 上海世博澳門館設計者之一鄧明威表示，較早前作品另一名設計者馬若龍就調整言論屬其個人意見，而由馬若龍代表團隊領取的十八萬澳門幣獎金，至今未得分配，疑有人侵吞。華僑報（页面存档备份，存于）

## 3月20日
- 銀河娛樂在路氹城公開招聘員工，一度引起混亂。早上十一時已派出超過一千份表格。華僑報（页面存档备份，存于）

## 3月19日
- 一家香港清潔公司一名前主席和一名前董事涉嫌向前運輸工務司司長歐文龍提供合共二千八百萬港元賄款被香港廉政公署拘捕。華僑報（页面存档备份，存于）

## 3月18日
- 美國新澤西州博彩監管當局批准美高梅出售在大西洋城的業務。美高梅與何超瓊在澳門的合作由於涉及「與有組織犯罪有關」的何鴻燊較早前被指為「不適當」。商業周刊（页面存档备份，存于）
- 勞工事務局聯同治安警到澳亞衛視搜查黑工。澳門電台（页面存档备份，存于）

## 3月16日
- 行政長官崔世安發表上任後首份施政報告。全文
- 澳門旅遊業議會宣佈，鑑於泰國政局緊張，取消3月22日尚未出發的旅行團。澳門電台（页面存档备份，存于）

## 3月15日
- 行政長官辦公室主任譚俊榮表示，粵澳兩地政府將共同制定《粵澳合作框架協議》，推進粵澳合作。新聞局（页面存档备份，存于）
- 特區政府接獲馬其頓共和國駐華使館通知，2009年10月1日，起特區護照持有人可於馬其頓免簽逗留90天。馬其頓國民亦獲同等待遇。新聞局（页面存档备份，存于）

## 3月14日
- 新澳門學社指離島醫院選址映山湖並非唯一選擇，並提出三處未發展的土地，要求收回作醫院用。華僑報（页面存档备份，存于）
- 土地工務運輸局就十月初五街日前一幢舊樓的外牆倒塌採取緊急程序，計三日內完成有危險清拆工作。華僑報（页面存档备份，存于）

## 3月13日
- 前行政長官何厚鏵在當日閉幕的全國政協十一屆三次會議中，以2057票贊成，19票反對，27票棄權，當選全國政協副主席。新華網（页面存档备份，存于）
- 上海世博澳門籌備辦公室主任楊寶儀指，澳門參展總執行預算將不超出1億8千萬元。澳門電台（页面存档备份，存于）

## 3月12日
- 廉政公署拒絕評論有否在威遠行動中，與香港廉署開展情報交流或協查工作。澳門日報
- 歌手恭碩良襲擊山頂醫院醫院一案，檢察院下式以普通傷人案提出起訴。澳門電台（页面存档备份，存于）

## 3月11日
- 澳門旅遊業議會宣佈，鑑於泰國政局緊張，取消3月17日尚未出發的旅行團。華僑報（页面存档备份，存于）

## 3月10日
- 行政長官崔世安會見新澳門學社三名議員吳國昌、區錦新、陳偉智，就公共房屋、政制發展等事交換意見。華僑報（页面存档备份，存于）

## 3月9日
- 「天主教澳門教區檔案文獻（十六至十九世紀）」在當天結束的聯合國教科文組織世界記憶工程亞太地區委員會第四次會議成功被列入亞太地區世界記憶名錄。華僑報（页面存档备份，存于）

## 3月8日
- 政府宣佈設立會展業發展委員會。澳門政府公報（页面存档备份，存于）
- 環保局局長張紹基強調，在噪音法諮詢文本中沒有建議全面取締撞擊式打樁機是拋磚引玉，沒有既定立場。澳門電台（页面存档备份，存于）

## 3月7日
- 一名四歲女童在氹仔中福花園墮下身亡。華僑報（页面存档备份，存于）
- 國家副主席習近平會見澳區全國人大時提出三點看法：要加快經濟發展模式的轉變、促進經濟適度多元化發展、澳門特區要學習和全面貫徹執行胡主席在澳門回歸十周年慶典講話的精神。澳門日報
- 新任文化局局長吳衛鳴指，高園街四座公務員宿舍是大三巴牌坊景觀的破壞者，但具體情況會由跨部門小組跟進。華僑報
- 新澳門學社向政府遞信要求調升養老金，以及啟動非強制中央公積金。華僑報
- 澳門職工聯盟發生內部糾紛，前理事長何興國被指侵吞政府資助，導致會務停頓。華僑報（页面存档备份，存于）

## 3月6日
- 上海世博澳門籌備辦公室主任楊寶儀指，要到世博開幕以後才會公開澳門館的預算。華僑報
- 商人何鴻燊出院回到香港淺水灣的大宅休養。澳門日報

## 3月5日
- 國務院總理溫家寶在十一屆人大三次會議發表政府工作報告，支持澳門發展旅遊休閑產業，促進經濟適度多元化。華僑報

## 3月4日
- 氹仔新濠鋒酒店發生洩漏硫化氫事件，二十人不適送院。華僑報
- 自來水公司表示，會在七月取消最低收費。華僑報

## 3月3日
- 全國政協主席賈慶林在政協十三屆三次會議發表的報告中表示，要密切同港澳重要政團、社團和各界人士的聯繫，不斷發展擴大愛國愛港、愛國愛澳力量。華僑報
- 七名男女涉嫌偽造文件申請外勞配額被司警拘捕。華僑報

## 3月2日
- 香港文匯報在澳門成立新聞中心。澳門電台（页面存档备份，存于）

## 3月1日
- 行政長官崔世安在與工聯總會會面時，承認置業移民政策已經過時。澳門電台（页面存档备份，存于）